# NS-Archiv des Ministeriums für Staatssicherheit

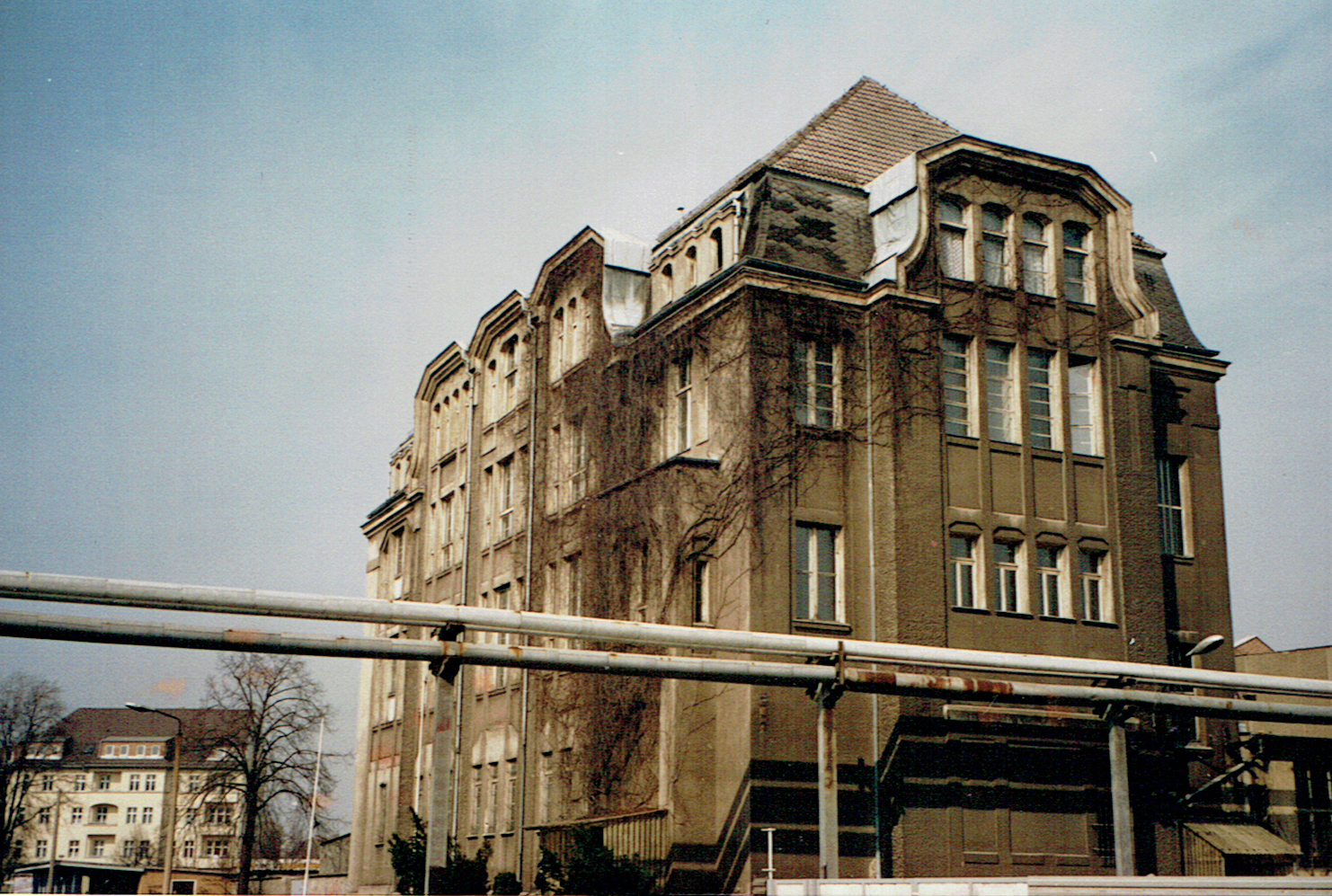
Villa Heike beziehungsweise ehemaliges NS-Archiv des Ministeriums für Staatssicherheit um 1991

Das NS-Archiv des Ministeriums für Staatssicherheit war von 1967 bis 1990 eine geheime Einrichtung der Hauptabteilung IX/11 des Staatssicherheitsdienstes (MfS) der DDR. Diese war formal für die „Aufklärung und Verfolgung von Nazi- und Kriegsverbrechen“ zuständig, faktisch in Zusammenarbeit mit der Hauptabteilung XX/4 auch zum propagandistischen Missbrauch der aus den Akten gewonnenen Informationen durch die SED.

## Bezeichnung und Unterstellung
Die Hauptabteilung IX/11 war entsprechend dem Linienprinzip des MfS eine Unterabteilung der Hauptabteilung IX. Diese war die Zentrale Ermittlungsabteilung des Ministeriums, zuständig für Ermittlungsverfahren in allen Fällen mit politischer Bedeutung. Sie konnte in  Gerichtsverhandlungen direkten Einfluss auf Verlauf und Urteilsfindung nehmen. Minister Erich Mielke unterstrich die Bedeutung der Hauptabteilung IX durch seine Mitgliedschaft in deren SED-Grundorganisation. Die Hauptabteilung XX des MfS wiederum war zuständig für die Überwachung von Staatsapparat, Kultur, Kirche, Untergrund, Sport und allenfalls damit verbundener Organisationen.

## Entstehung und Organisation des Archivs
Das NS-Archiv des Ministeriums für Staatssicherheit wurde 1967 gegründet und unterlag der Geheimhaltung. Es wurde zusammen mit dem Dienstsitz der dafür zuständigen Hauptabteilung IX/11 („Aufklärung und Verfolgung von Nazi- und Kriegsverbrechen“) in der Villa Heike in der Freienwalder Straße 17 im Sperrgebiet des MfS in Berlin-Hohenschönhausen untergebracht, die vormals als KGB-Gefängnis genutzt und bereits 1951 von der Sowjetischen Kontrollkommission dem MfS übertragen worden war. In dem ehemaligen Verwaltungsgebäude und in den rückwärtigen Fabrikhallen wurden bei der Auflösung des Archivs sieben bis elf Kilometer Aktenbestände und zahlreiche Mikrofilme gelagert. Das MfS führte dort alle in der DDR vorhandenen Unterlagen aus der NS-Zeit zentral zusammen, darunter personenbezogene Akten zu rund einer Million früherer NSDAP-Mitglieder aus Ost und West.

## Bestimmung und Nutzung
Die Hauptabteilung IX/11 hatte den Auftrag, im NS-Archiv alle in der DDR verfügbaren Unterlagen aus der Zeit des „Dritten Reiches“ zusammenzufassen, zu sichten und zu katalogisieren, um sie geheimpolizeilich verwertbar zu machen. In „politisch-operativen Aufträgen“ wurden Zielpersonen im In- und Ausland als NS- und Kriegsverbrecher einer strafrechtlichen Verfolgung zugeführt oder zur Zusammenarbeit mit dem MfS erpresst. Um die Fiktion eines antifaschistischen Staates zu wahren, wurden Täter nur dann verfolgt, wenn sie keine exponierte Stellung in der DDR hatten. Darum blieben beispielsweise Johannes Adam (SS-Wachmann und in der DDR Professor für Biologie) und Rosemarie Albrecht (2004 stand sie auf der Liste der meistgesuchten NS-Kriegsverbrecher des Simon Wiesenthal Center) unbehelligt, zu denen Unterlagen im NS-Archiv verwahrt wurden. Historikern war die Einsicht in den Aktenbestand nur unter Aufsicht und eingeschränkt möglich.
Der Archivalienkorpus wurde ebenso für Propagandazwecke benutzt mit dem Ziel, die Bundesrepublik Deutschland politisch zu destabilisieren und als „Land der Täter“ herauszustellen. Beispiele sind die Kampagnen gegen Heinrich Lübke, Kurt Georg Kiesinger, Hans Globke und Theodor Oberländer.
Westdeutsche Funktionsträger wurden dazu über an die dortige Presse lancierte Unterlagen als „Nationalsozialisten“ gebrandmarkt, wozu auch Fälschungen verwendet und Akten neu zusammengestellt wurden. So ließ die Hauptabteilung XX/4 beispielsweise unter den Codenamen „Aktion Vergißmeinnicht“ und „Aktion J“ fingierte antisemitische Flugblätter herstellen („Dich hat man wohl vergessen, zu vergasen!“), die als vermeintliche Neonazi-Propaganda der Deutschen Reichspartei gestaltet waren und von fiktiven Adressen in der Bundesrepublik an Juden in Deutschland verschickt wurden.

## Die Zeit nach der Wende
Nach der Auflösung des Archivs wurden die Akten 1990 kurzzeitig der Aufsicht des Zentralen Staatsarchivs der DDR unterstellt und nach dessen Auflösung vom Bundesarchiv übernommen, in dem seit Juni 2021 auch die zwischenzeitlich im BStU gelagerten Schriftstücke verwahrt sind.